# Mehmet III
Mehmet III, född 1566, död 1603, var Osmanska rikets härskare och sultan från 1595 till sin död. 

## Biografi
Mehmet III var son till sultan Murad III och Safiye Sultan och efterträdde fadern vid dennes död.
Modern kom att utöva ett starkt inflytande över den svage och viljelöse Mehmet III, som i stort sett styrdes av henne och hennes gunstlingar. 1596 ledde Mehmet III ett krig mot Ungern. Under hans regering inträffade 1603 ett uppror bland soldaterna, sipahi, vilket undertrycktes med hjälp av janitsjarerna och kom att för framtiden orsaka stridigheter mellan dessa båda grupper.
För att säkra sin maktställning lät han dräpa sina 19 bröder och sju av faderns fruar som var gravida.
Det av Murad III påbörjade kriget mot Österrike fortsatte under hans styre, men var olyckligt för turkarna. I Asien måste Mehmet III:s vesirer kämpa mot flera farliga uppror, bland annat bland kurder och turkmener. Även i Konstantinopel förekom flera uppror. Mitt under dessa oroligheter dog Mehmet III och lämnade riket i ett högst brydsamt läge åt sin fjortonårige son, Ahmed I.